# Nodaria verticalis
Nodaria verticalis är en fjärilsart som beskrevs av Fletcher 1961. Nodaria verticalis ingår i släktet Nodaria och familjen nattflyn. Inga underarter finns listade i Catalogue of Life.